# Saab 32 Lansen
Сааб 32 «Лансен» (швед. Saab 32 Lansen, lansen — спис) — це двомісний трансзвуковий військовий літак, що випускався компанією Saab з 1955 по 1960 роки для Повітряних сил Швеції (Flygvapnet). Було побудовано три основних варіанти Лансена: штурмовик (A 32A), винищувач (J 32B) та розвідувальний літак (S 32C). Протягом своєї тривалої служби, Saab 32 також використовувався для радіоелектронної боротьби та як буксирувальник повітряних мішеней.

## Модифікації

### A 32A
Штурмовик, що здатний до завдання ударів по наземних і морських цілях. Замінив за цим призначенням Saab B 18.
З 1955 по 1958 рік 287 літаків цієї модифікації були передані Повітряних сил Швеції, де вони залишалися на озброєнні до 1978 року. Серійні номери: 32001 — 32287.

### S 32C
Розвідувальний літак. Спочатку планувався для заміни Saab S 18 як морського патрульного літака, але використовувався і для фоторозвідки.
Повітряні сили Швеції замовили 44 літака цієї модифікації, які були поставлені в 1958–1959 роках і використовувалися до 1978 року. Серійні номери: 32901 — 32945.

### J 32B
Всепогодний винищувач. В основному використовувався вночі і при поганих погодних умовах, так як інші винищувачі, що перебували тоді на озброєнні ПС Швеції, були не придатні для цієї мети.
Повітряні сили Швеції замовили 120 літаків цієї модифікації, але тільки 118 були передані на озброєння між 1958 та 1960 роками. J 32B перестав використовуватися як нічний винищувач у 1973 році, але декілька літаків продовжували використовуватися з іншою метою. Три літака J 32B були приписані до ескадрильї агресорів і РЕБ ПС Швеції та використовувалися як навчальні. Серійні номери: 32501 — 32620.

### J 32D
Буксирувальник мішеней. Починаючи з 1972 року шість J 32B були переобладнані під буксирувальники мішеней. Літаки цієї модифікації були зняті з озброєння в 1997 році.

### J 32E
Літак радіоелектронної боротьби (РЕБ) і навчання. 15 літаків J 32B були переобладнані з цією метою починаючи з 1972 року. Зняті з озброєння в 1997 році.

## Оператори
Швеція
Повітряні сили Швеції